# دوشنبه سیاه (۲۰۲۰)
دوشنبه سیاه (۲۰۲۰) رخداد سقوط بازار سهام در سطح جهان در تاریخ ۹ مارس ۲۰۲۰ بود. در پی دو هفته افت شدید شاخص بازار سهام، روز دوشنبه بازارها با چند درصد کاهش گشایش یافتند که بیشترین مقدار از زمان رکود بزرگ مالی در سال ۲۰۰۸ بوده است. 
علل اصلی بروز این افول کاهش تولید و تقاضای جهانی برای کالا و خدمات در اثر شیوع ۲۰–۲۰۱۹ کروناویروس و نیز افت شدید قیمت نفت در پی عدم توافق اوپک و روسیه بر سر کاهش سطح تولید نفت خام بوده است.
در بازار سهام ایالات متحده آمریکا شاخص ۱۰۰ بورس اوراق بهادار فایننشیال تایمز (FTSE 100 Index) با ۸٫۶ درصد کاهش افتی ۵۶۰ واحدی را تجربه کرد و با مقدار ۵۹۲۰ گشوده شد. شاخص ها در بازارهای سهام آسیا و اروپا نیز دچار چند درصد افت شد و بیشترین افت در ایتالیا رخ داد که مقدار آن ۱۱ درصد بود.